# Boeing KC-46
El Boeing KC-46 Pegasus es un avión cisterna bimotor a reacción, desarrollado por parte de la compañía estadounidense Boeing, derivado del Boeing KC-767. El KC-46 resultó elegido en febrero de 2011 como vencedor del programa KC-X, para la adquisición de un avión cisterna que sustituyese al Boeing KC-135 Stratotanker en la Fuerza Aérea de los Estados Unidos. Desbancó a su contrincante, el EADS/Northrop Grumman KC-45, un derivado del Airbus A330 MRTT.

## Diseño y desarrollo

### Antecedentes
La Fuerza Aérea de los Estados Unidos lanzó a comienzos de los años 2000 un programa de adquisición con el objetivo de sustituir alrededor de 100 de los más antiguos KC-135E, en el que fue seleccionado el Boeing KC-767.
Este avión recibió la designación inicial KC-767A por parte del Departamento de Defensa de los Estados Unidos en el año 2002, y desde entonces aparece así en los informes del Departamento. El Departamento de Defensa decidió que, en esta ocasión, la adquisición se realizase mediante un arrendamiento directo con Boeing por los 100 KC-767A previstos en el programa.
A pesar de que diversas naciones en el mundo tienen aeronaves militares alquiladas, esta decisión recibió numerosas críticas en los Estados Unidos. El senador estadounidense John McCain, junto a otros, criticó el acuerdo de arrendamiento, con el argumento de que suponía malgastar el dinero de los contribuyentes. En respuesta a estas protestas, el Departamento de Defensa llegó a un acuerdo para comprar 80 de los KC-767, y arrendar los 20 aviones restantes.
Sin embargo, en diciembre del año 2003, el Pentágono anunció que el proyecto quedaba en suspenso, mientras que se investigaba una supuesta trama de corrupción.

### Programa de adquisición KC-X
En el año 2006, la Fuerza Aérea de los Estados Unidos publicó una solicitud de ofertas para un nuevo programa de adquisición, denominado KC-X, cuyo vencedor sería seleccionado en el año 2007. Boeing anunció que entraría en el programa también con una propuesta de avión de reabastecimiento de mayor capacidad, basado en el Boeing 777, denominado KC-777 Strategic Tanker. EADS se alió con Northrop Grumman para ofrecer el Airbus A330 MRTT, la versión de reabastecimiento del Airbus A330, que fue ofrecida a la USAF bajo la denominación KC-45.
No obstante, la solicitud de ofertas se reformuló en enero de 2007. Esta solicitud requería de la presentación de ofertas para un total de 179 aviones de reabastecimiento en vuelo (4 prototipos de desarrollo y 175 aeronaves en producción) en un contrato cuyo coste se estimaba en los 40 000 millones de dólares. Sin embargo, Northrop y EADS expresaron su disgusto con este nuevo replanteamiento de la solicitud de ofertas y en como estaba estructurado, amenazaron con abandonar la puja y dejar a Boeing como el único postulante al programa.
El 12 de febrero de 2007, Boeing anunció que finalmente se presentaría al programa de adquisición KC-X con el KC-767 Advanced Tanker. Boeing argumentó que el KC-767 se ajustaba mejor que el KC-777 a las necesidades del programa KC-X. El 11 de abril de 2007, Boeing presentó formalmente el KC-767 a la Fuerza Aérea de los Estados Unidos. La propuesta del KC-767 Advanced Tanker ofertado para esta puja del programa KC-X se basaba en la variante 767-200LRF (Long Range Freighter, Carguero de Largo Alcance), en vez de la variante -200ER que servía de base a los KC-767 italianos y japoneses, de la cual se diferenciaba al combinar el fuselaje de la variante -200ER, las alas, tren de aterrizaje, puertas de carga de la versión -300F y la cabina de vuelo digitalizada, motores, flaps y sistema fly-by-wire de la variante -400ER.

### Componentes

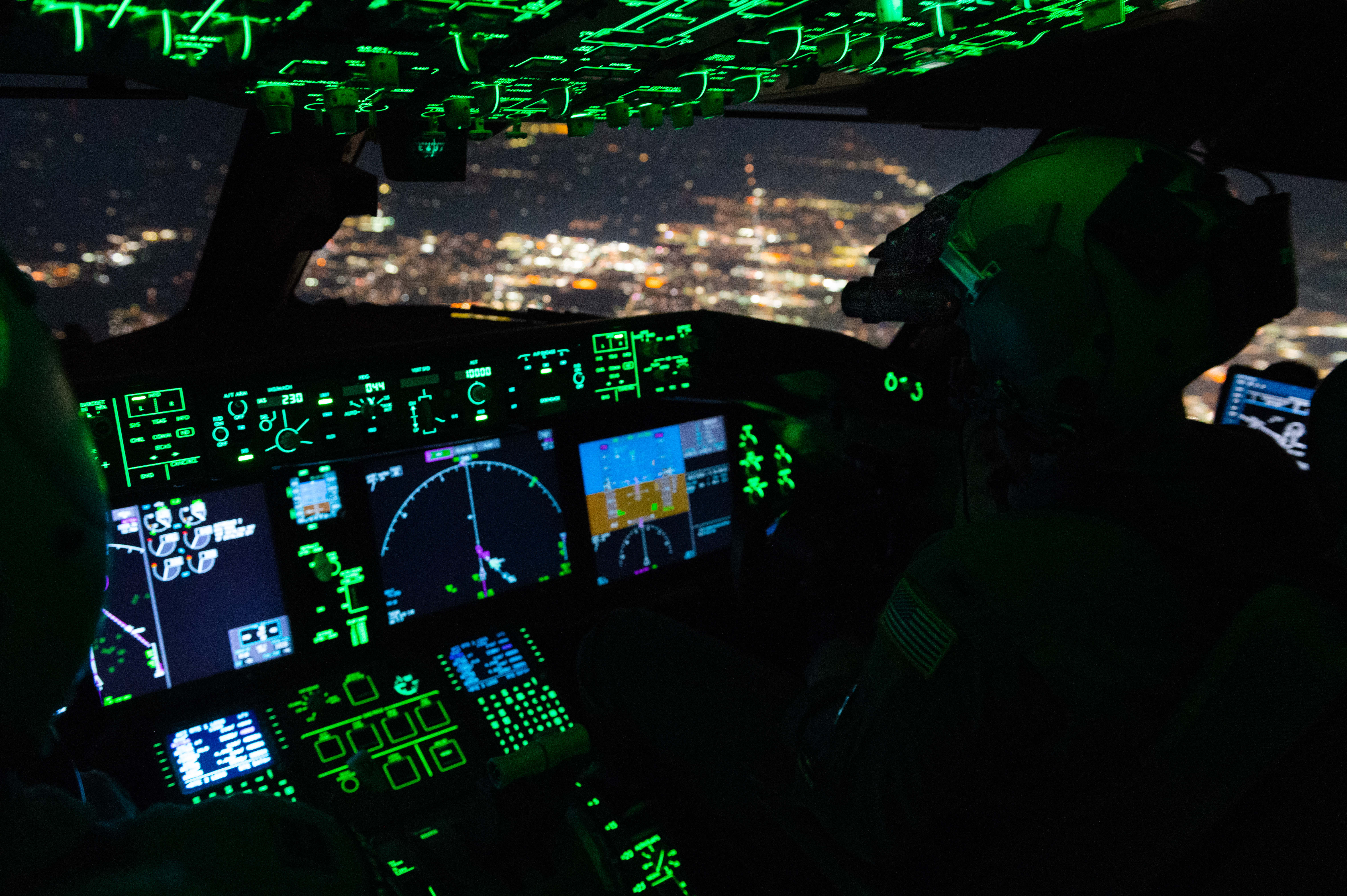
Cabina de mando de un KC-46A

Referencias:
Leyenda:  Reino Unido

#### Propulsión
| Sistema                              | País                    | Fabricante | Notas                                                              |
| ------------------------------------ | ----------------------- | ---------- | ------------------------------------------------------------------ |
| Pod cisterna (opción)                | Bandera del Reino Unido | Cobham plc | 2 × Cobham WARP. Empresa británica vendida a Advent International. |
| Sistema de manguera central (opción) | Bandera del Reino Unido | Cobham plc | Cobham CDS. Empresa británica vendida a Advent International.      |

## Operadores
Israel
- Fuerza Aérea Israelí: 4 aviones encargados,[18] de 8 planeados.[19]

 Estados Unidos
- Fuerza Aérea de los Estados Unidos: realizó un pedido por 179 unidades. A noviembre de 2024 se encuentran operativas 89 unidades.[20]

 Japón
- Fuerza Aérea de Autodefensa de Japón: realizó un pedido por 4 unidades.[21]

## Especificaciones
Referencia datos: USAF KC-46A, Boeing KC-767, Boeing 767-200ER

### Características generales
- Tripulación: Tres (2 pilotos y un operario de reabastecimiento)
- Capacidad: 190 pasajeros, 19 palés 463L o 19 pacientes
- Longitud: 48,5 m (159,1 ft)
- Envergadura: 47,6 m (156,2 ft)
- Altura: 15,8 m (51,8 ft)
- Peso vacío: 82 377 kg (181 558,9 lb)
- Peso máximo al despegue: 186 880 kg (411 883,5 lb)
- Planta motriz: 2× turbofán Pratt & Whitney PW4062.
  - Empuje normal: 280 kN (28 552 kgf; 62 947 lbf) de empuje cada uno.

### Rendimiento
- Velocidad nunca excedida (Vne): 880 km/h (547 MPH; 475 kt)
- Velocidad máxima operativa (Vno): 915 km/h (569 MPH; 494 kt) (Mach 0,86)
- Velocidad crucero (Vc): 851 km/h (529 MPH; 460 kt) (Mach 0,80)
- Alcance: 12 200 km (6587 nmi; 7581 mi)
- Techo de vuelo: 12 200 m (40 026 ft)

## Aeronaves relacionadas

### Desarrollos relacionados
- Boeing KC-767
- Boeing 767
- Boeing E-767
- Northrop Grumman E-10 MC2A

### Aeronaves similares
- Boeing KC-135 Stratotanker
- McDonnell Douglas KC-10 Extender
- Ilyushin Il-78
- / EADS/Northrop Grumman KC-45
- Airbus A310 MRTT
- Airbus A330 MRTT

### Secuencias de designación
- Secuencia C-_ (Aviones de Carga estadounidenses, 1962-presente): ← C-40 - C-41 - C-45 - C-46